# Натюрморт (Емполі)
«Натюрморт» — картина художника з міста Флоренція Якопо да Емполі, що зберігається приватній збірці.

## Італійські натюрморти 17 століття
Італійські художники 17 століття не часто звертались до створення натюрмортів. Бо за теоретичними уявленнями 16-17століть головне місце в живопису займали історичні картини на біблійні та історичні теми. Деяким винятком була Неаполітанська школа, в межах якої працювало декілька майстрів, що залюбки малювали натюрморти(Паоло Порпора, Джузеппе Рекко, Руопполо) та художники провінційних міст Північної Італії (Крістофоро Мунарі). В творчому надбанні Караваджо теж є поодинокі зразки чистого натюрморту, адже він теж походить з Північної Італії.
Натюрморти італійських майстрів зайняли особливе місце в мистецтві 17 століття, бо були абсолютно не схожі з творами художників Голландії чи Фландрії, уславлених майстрів натюрмортів. Була у італійців і деяка спеціалізація на зразок голландців(Еварісто Баскеніс і Бонавентура Беттера малювали переважно музичні інструменти, Джузеппе Рекко часто малював риб тощо).

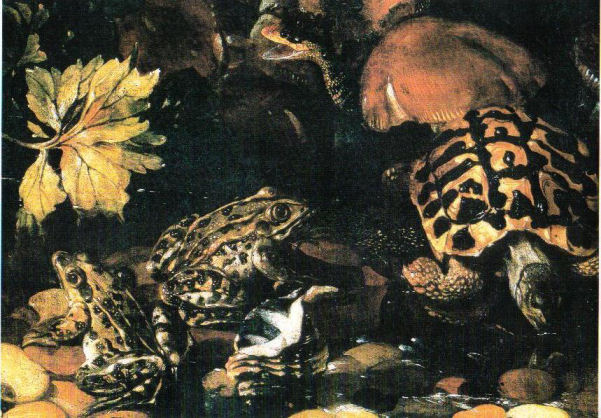
Худ. Паоло Порпора. Музей Каподімонте
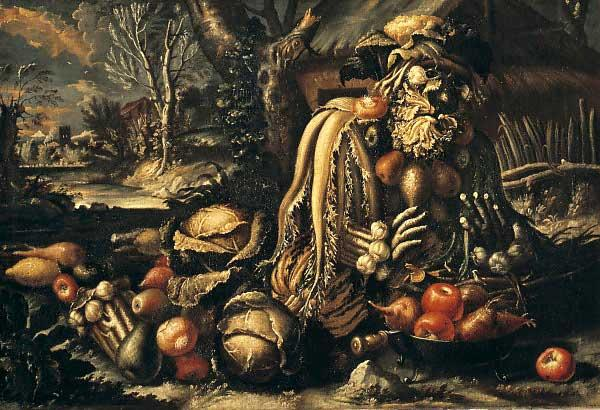
Майстерня Джузеппе Арчімбольдо , Алегорія Зими.
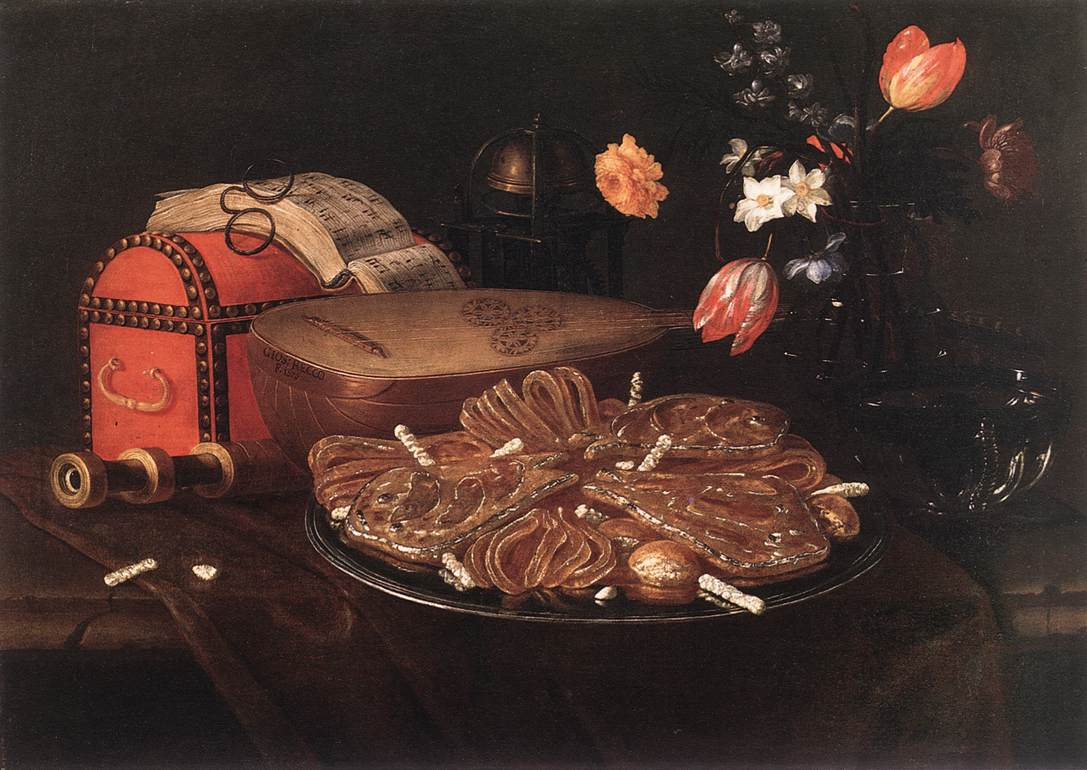
Джузеппе Рекко, натюрморт « П'ять почуттів », приватна збірка.

## Натюрморт (Емполі)

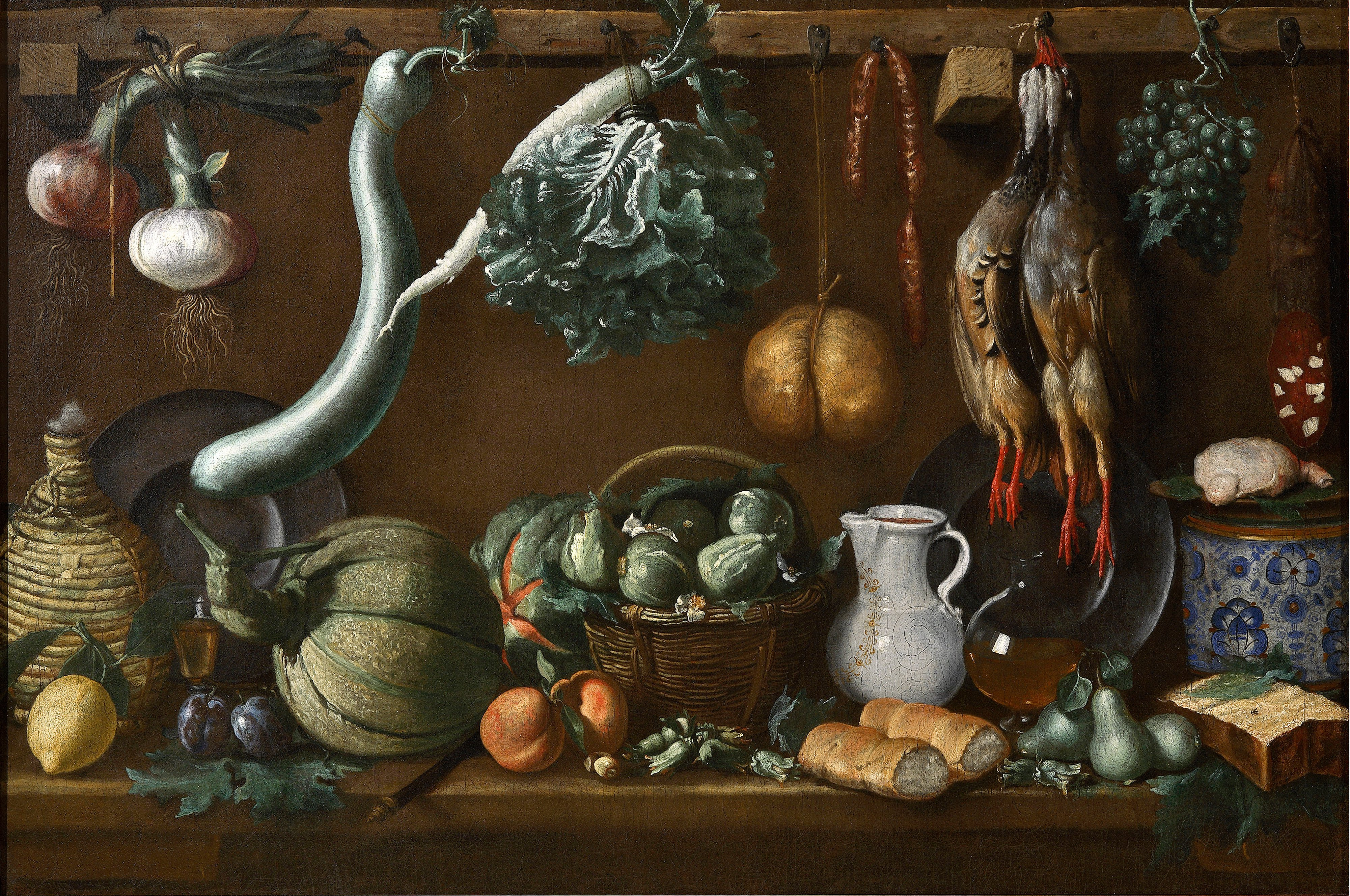
Якопо да Емполі, натюрморт. Музей образотворчих мистецтв імені Пушкіна, Москва.

Малював натюрморти і Якопо да Емполі з Флоренції в останній період творчості. Зазвичай це овочі з додатками дичини, посуду, оплетених пляшок з італійським вином. Не був винятком й цей натюрморт. На полиці розкладені гарбуз, скляна пляшка з вином, сливи, груші, кухонний посуд. Ніяких коштовних келихів чи заморських фруктів, як на відомих «Сніданках» голландських майстрів. Серед цибулі, гарбузів та капусти є й ковбаса та окорок, як показник деякого добробуту. Але вся ця іжа цілком демократичних верств населення. Проста композиція нагадує рельєф, тільки головні герої не античні вершники чи персонажі міфів, а реальні овочі, якими художник наче запросив помилуватися разом з собою.
Ймовірно, художник дуже поспішав зі створенням деяких натюрмортів, поки не зіпсувалась городина. Тому такі схожі фрагменти картин Емполі в приватній збірці і в Москві(капустина, дві цибулі, той же гарбуз). Це і дало змогу віднести їх до творів одного й того ж художника.